# Палема
Пале́ма (рос. Палема) — село у складі Великоустюзького району Вологодської області, Росія. Входить до складу Зарічного сільського поселення.

## Населення
Населення — 25 осіб (2010; 40 у 2002).
Національний склад (станом на 2002 рік):
- росіяни — 100 %